# Championnat de Serbie de football 2019-2020
 (juin 2019).
Si vous disposez d'ouvrages ou d'articles de référence ou si vous connaissez des sites web de qualité traitant du thème abordé ici, merci de compléter l'article en donnant les références utiles à sa vérifiabilité et en les liant à la section « Notes et références ».
Navigation
Édition précédente Édition suivante
La saison 2019-2020 de la Super liga Srbije est la 14e édition du championnat de Serbie de football. Le plus haut niveau du football professionnel serbe, organisé par le Fudbalski Savez Srbije, oppose cette saison seize clubs en deux séries de trente et sept rencontres, disputées pour la première selon le système aller-retour où les différentes équipes s'affrontent une fois par phase et pour la seconde en matches simples, chaque équipe affrontant une seule fois les autres clubs présents dans son groupe.
Lors de cette saison, le champion l'Étoile rouge de Belgrade défend son titre face à quinze autres équipes dont trois promus de deuxième division.
Trois places qualificatives pour les compétitions européennes sont attribuées par le biais du championnat : une place en Ligue des champions et deux en Ligue Europa. Une autre place européenne est celle du vainqueur de la Coupe de Serbie qui est qualificative pour la Ligue Europa. Les trois derniers du championnat sont relégués en deuxième division et sont remplacés par les trois promus de cette même division pour l'édition suivante.
La compétition est suspendue, courant mars, en raison de la pandémie de maladie à coronavirus. La reprise est programmée pour le 30 mai, sous un format réduit, avec notamment la suppression de la seconde phase du championnat et le maintien de toutes les équipes dans l'élite la saison prochaine.
L'Étoile rouge de Belgrade conserve son titre à l'issue de la 27e journée.

## Participants et localisation
| \| Belgrade Inđija Javor-Matis Mačva Mladost Napredak Proleter Radnički Niš Radnik Spartak Žk TSC Vojvodina \| Localisation des clubs engagés dans le championnat. |
| Belgrade Inđija Javor-Matis Mačva Mladost Napredak Proleter Radnički Niš Radnik Spartak Žk TSC Vojvodina                                                           |

| \| Čukarički Étoile rouge Partizan Rad Voždovac \| Localisation des clubs belgradois engagés dans le championnat. |
| Čukarički Étoile rouge Partizan Rad Voždovac                                                                      |

Un total de seize équipes participent au championnat, treize d'entre elles étant déjà présentes la saison précédente, auxquelles s'ajoutent trois promus de deuxième division que sont TSC, Javor-Matis et Inđija vainqueur des barrages de promotion de deuxième division, qui remplacent les relégués Dinamo, OFK Bačka et Zemun.
Parmi ces clubs, trois d'entre eux n'ont jamais été relégués depuis la fondation de la Super liga en 2006 : Étoile rouge de Belgrade, Partizan et Vojvodina.
Cinq clubs sont localisés à Belgrade : Étoile rouge de Belgrade, Čukarički, Partizan Belgrade, FK Rad Belgrade et Voždovac, et deux sont localisés à Novi Sad, Proleter et Vojvodina.
- Premier tour de qualification de la Ligue des champions 2019-2020
- Deuxième tour de qualification de la Ligue Europa 2019-2020
- Premier tour de qualification de la Ligue Europa 2019-2020
- Promus de Prva liga

| Club                     | Se maintient depuis | Classement 2018-2019 | Entraîneur             | Depuis | Stade                    | Capacité théorique | Ville        |
| ------------------------ | ------------------- | -------------------- | ---------------------- | ------ | ------------------------ | ------------------ | ------------ |
| Étoile rouge de Belgrade | 2006                | 1er                  | Vladan Milojević       | 2017   | Stadion Rajko Mitić      | 52 000             | Belgrade     |
| Radnički Niš             | 2012                | 2e                   | Nenad Lalatović        | 2018   | Gradski Stadion Čair     | 18 151             | Niš          |
| Partizan                 | 2006                | 3e                   | Savo Milošević         | 2019   | Stadion Partizana        | 32 710             | Belgrade     |
| Čukarički                | 2013                | 4e                   | Aleksandar Veselinović | 2019   | Stadion Na Banovom brdu  | 7 000              | Belgrade     |
| Mladost                  | 2014                | 5e                   | Nenad Milovanović      | 2014   | Stadion Mladost (Lučani) | 8 000              | Lučani       |
| Napredak                 | 2016                | 6e                   |                        |        |                          |                    | Kruševac     |
| Vojvodina                | 2006                | 7e                   |                        |        |                          |                    | Novi Sad     |
| Proleter                 | 2018                | 8e                   |                        |        |                          |                    | Novi Sad     |
| Radnik                   | 2015                | 9e                   |                        |        |                          |                    | Surdulica    |
| Spartak Žk               | 2009                | 10e                  |                        |        |                          |                    | Subotica     |
| Voždovac                 | 2013                | 11e                  |                        |        |                          |                    | Belgrade     |
| Mačva                    | 2017                | 12e                  |                        |        |                          |                    | Šabac        |
| Rad                      | 2008                | 13e                  |                        |        |                          |                    | Belgrade     |
| TSC                      | 2019                | 1er D2               |                        |        |                          |                    | Bačka Topola |
| FK Javor Ivanjica        | 2019                | 2e D2                |                        |        |                          |                    | Ivanjica     |
| Inđija                   | 2019                | 3e D2                |                        |        |                          |                    | Inđija       |

## Compétition

### Classement
Les équipes sont classées selon leur nombre de points, lesquels sont répartis comme suite : trois points pour une victoire, un point pour un match nul et zéro point pour une défaite. Pour départager les égalités, les critères suivants sont utilisés :
1. Différence de buts générale
2. Nombre de buts marqués

Si ces critères ne permettent pas de départager les équipes à égalité, celles-ci occupent donc la même place au classement officiel. Si deux équipes sont à égalité parfaite au terme du championnat, les critères suivants sont utilisés :
1. Points particuliers
2. Différence de buts particulière
3. Différence de buts générale
4. Nombre de buts marqués
5. Classement du fair-play

| Rang | Équipe                     | Pts | J  | G  | N  | P  | Bp | Bc | Diff |
| ---- | -------------------------- | --- | -- | -- | -- | -- | -- | -- | ---- |
| 1    | Étoile rouge de Belgrade T | 78  | 30 | 25 | 3  | 2  | 68 | 18 | +50  |
| 2    | Partizan Belgrade          | 64  | 30 | 20 | 4  | 6  | 69 | 25 | +44  |
| 3    | Vojvodina Novi Sad C       | 62  | 30 | 19 | 5  | 6  | 47 | 27 | +20  |
| 4    | TSC Bačka Topola P         | 59  | 30 | 17 | 8  | 5  | 59 | 34 | +25  |
| 5    | Radnički Niš               | 52  | 30 | 16 | 4  | 10 | 51 | 37 | +14  |
| 6    | FK Čukarički               | 51  | 30 | 15 | 6  | 9  | 42 | 36 | +6   |
| 7    | Spartak Subotica           | 46  | 30 | 14 | 4  | 12 | 46 | 48 | -2   |
| 8    | Voždovac Belgrade          | 45  | 30 | 13 | 6  | 11 | 45 | 41 | +4   |
| 9    | Mladost Lučani             | 43  | 30 | 13 | 4  | 13 | 31 | 40 | -9   |
| 10   | Napredak Krusevac          | 33  | 30 | 9  | 6  | 15 | 33 | 41 | -8   |
| 11   | Radnik Surdulica           | 31  | 30 | 8  | 7  | 15 | 34 | 50 | -16  |
| 12   | Proleter Novi Sad          | 30  | 30 | 7  | 9  | 14 | 30 | 42 | -12  |
| 13   | Javor Ivanjica P           | 28  | 30 | 6  | 10 | 14 | 43 | 62 | -19  |
| 14   | FK Inđija P                | 25  | 30 | 7  | 4  | 19 | 26 | 48 | -22  |
| 15   | Rad Belgrade               | 15  | 30 | 4  | 3  | 23 | 23 | 63 | -40  |
| 16   | Mačva Šabac                | 13  | 30 | 2  | 7  | 21 | 18 | 53 | -35  |

Légende
Qualifications européennes
Ligue des champions de l'UEFA 2020-2021
- 1er : 1er tour de qualification

Ligue Europa 2020-2021
- C  : 3e tour de qualification
- 2e et 3e  : 1er tour de qualification

Abréviations
- T : Tenant du titre
- C : Vainqueur de la Coupe de Serbie
- P : Promus de Prva Liga

Source : Classement sur le site  Soccerway.

## Récompenses de la saison

### Récompenses mensuelles
Le tableau suivant récapitule les différents vainqueurs du titre honorifique de joueur du mois.